# 黃澤林
黃澤林（英語：Coleman Wong Chak Lam；2004年6月6日—），香港男子網球歷來世界排名最高的球員。他在2021年美国网球公开赛中，夥拍法國拍檔麥斯·韋斯特法爾奪得青少年組別男子雙打冠軍，其後他於2022年澳洲網球公開賽夥拍美國球手葛原般奴再度在青少年組男雙封王，成爲香港歷來首位兩項大滿貫得主。

## 個人生活
黃澤林父親為聖公會奉基小學校長黃悅明，母親任職教師，另有一位曾就讀於協恩中學的姐姐。他小學就讀於般咸道官立小學，中學就讀於拔萃男書院，2022年3月，香港大學通過「頂尖運動員入學計劃」，取錄黃澤林入讀工商管理課程。

## 運動員生涯

#### 童年網球生活
黃澤林5歲時，由於姐姐因病缺席預約好的網球練習課，因而被父親安排頂替上課，讓他初次接觸網球，從此愛上網球，並跟隨前中國冠軍教練練習。
8歲時，他開始參加本地和海外的青少年賽事。
10歲時，黃澤林師承香港青少年隊教練，前香港女子網球手湯嘉寶。
2016年以12歲之齡成為「南華主席盃」最年輕的冠軍。
2017年，他赴法國巴黎參加「發掘未來網球冠軍」錦標賽，在決賽中不敵波蘭選手，奪得亞軍。
2018年，他獲招攬加盟国际管理集团，後於美國邁阿密大學舉行的橘子盃國際青少年網球錦標賽U14組別中奪冠。

#### 青年大滿貫
2019年1月，黃首次出戰大滿貫賽事——澳洲網球公開賽青少年賽。11月，他在澳網外卡賽中獲勝，使他在2020年再次參與澳洲網球公開賽青少年男單賽事，最終在第二圈出局，追平香港球手在澳網男單的最好成績。他又夥拍捷克的馬丁·克魯米奇（Martin Krumich）參與青少年男雙賽事，同樣在次圈止步。3月，黃澤林在泰國暖武里府舉行的 ITF 世界青少年巡迴賽勇奪個人首個一級賽單打冠軍，個人累積五項巡迴賽錦標。
受疫情影響而中斷超過一年後，2021年6月，黃首次出戰法國網球公開賽青年組，為相隔十六年後再有香港男球手打人法網正賽圈。他最後在男單賽事次圈出局，追平香港球手在法網男單的最好成績。他另外與美國的伊桑·奎因（Ethan Quinn）出戰男雙賽事，同樣在第二圈止步，亦爲香港歷來最好的法網男雙成績。7月，他出戰温布尔登网球锦标赛，青年組男單和男雙賽事都在首圈出局。
2021年9月，黃於美國網球公開賽青少年男子雙打賽事中，夥拍法國拍檔麥斯·韋斯特法爾，在決賽以6比3、5比7、10比1的比數擊敗烏克蘭比連斯基和保加利亞拿斯達路夫的組合，奪得冠軍，成為繼1983年希麗敏於溫網奪得女雙冠軍後，第二位在大滿貫賽事奪得冠軍的香港網球員，亦是首位奪得該項殊榮的香港男子網球員。他亦有參與青少年男子單打賽事，但最在資格賽次圈出局。 11月起，他加入位於西班牙的拿度網球學校接受訓練。
2022年1月，黃澤林在西班牙馬略卡 ITF M15 馬納科爾網球賽贏得男雙冠軍，捧走生涯首個成人職業賽冠軍。 月底，他在澳洲網球公開賽殺入男單十六強，為自1992年溫布頓錦標賽的Sven Koehler 後，三十年來香港球手在大滿貫男單最好的成績。 單打出局後黃澤林收拾心情，與美國拍檔葛原般奴搆手殺人男雙決賽，並以6比3、7比6（7：3）直落兩盤擊敗美國與巴拉圭的對手組合，第二度捧起大滿貫錦標，成爲首位在澳網奪冠的香港人，並以廣東話發表賽後宣言，也是繼2017年台灣的許育修後首位能連贏兩項青少年大滿貫雙打的球手，也是歷來第四位能連贏青年美網、澳網男雙的球員。
6月，黃澤林再度參加法國網球公開賽青年組，不幸地在男單首圈止步，與冠軍拍檔葛原般奴聯手的男雙也在次圈被淘汰，但仍追平自己的最好法網雙打成績。 7月，黃澤林出戰溫布頓網球錦標賽，第六次獲大滿貫青年組男單正賽資格，追平許建業的香港記錄。他先在晉身第三圈後，成爲香港首位兩度打入大滿貫男單十六強的球手，繼而再打入八强，成爲自1964年的 Jerry Sung 後，相隔五十八年再有香港男球手在大滿貫單打闖進半準決賽。在雙打他夥拍美國的鄭瑞也同樣止步八强，但他仍成爲首位能在至少三項大滿貫八强亮相的香港球手。
9月，黃澤林出戰美國網球公開賽，也是他在大滿貫青年組的最後探戈。他在男雙首圈夥拍同樣是兩項大滿貫得主的埃达斯·布特维拉斯，卻爆冷不敵美國對手，宣告衛冕失敗。但他在單打卻越戰越勇，他在首圈輕取巴拉圭對手後，成爲香港歷來首位在美網男單正賽取勝的選手，也是第三位在四大滿貫青年組都曾亮相正賽的香港男球手。次圈他也在劣勢下反勝美國球手，為香港首位男單選手能兩度晉身大滿貫十六強。黃澤林繼而過關斬將，擊退秘魯選手殺入男單八强，追平自己的最好成績，也是香港男球手在大滿貫單打的最佳戰績。八強他激戰三盤下力退位列3號種子的瑞士球手，成爲首位晉級大滿貫男單四强的港將，再創歷史。
最後雖然黃澤林在四强不敵2號種子的比利時對手，但仍成爲名將希麗敏外，歷史上唯一能打入大滿貫單打四强的香港球手，結束他的青年組生涯。總結黃澤林由2017年起的青年組比賽，他在單打和雙打各獲五個冠軍，包括兩座大滿貫冠軍，單雙打的勝率分別是101勝54負(65%)和 66勝44負(60%)，最高青年排名達第12位。

#### 初步入職業賽事
2018年，黃澤林贏得橘子盃國際青少年網球錦標賽(Junior Orange Bowl) 14歲或以下冠軍，後簽約加盟美國國際體育經理人公司(IMG)，成為香港首位簽約網球手。
2021年，黃澤林遠赴拿度網球學院(Rafa Nadal Academy)接受訓練，成為學院旗下重點栽培的網球手之一。
2022年10月，黃澤林在越南西寧舉行的賽事夥拍日籍球手正林知大封王，職業生涯首奪25,000美元職業賽男雙冠軍。
2023年2月，黃澤林在台維斯盃世界二組附加賽帶領港隊作客委內瑞拉，並在單、雙打三戰全勝下助港隊以總場數3：1獲勝，續留世界二組賽事，這也同時是他個人在台維斯盃第10場勝仗，為歷來第十一位達此成就的港將。
2023年6月，黃澤林在突尼西亞首度晉身男單決賽，雖然他在力戰下以直落兩盤不敵對手，但相隔一周後他在下一項賽事再度殺入決賽，這次他激戰三盤後以2：1勇挫意大利對手封王，成爲歷來首位在職業巡迴賽男單決賽奪冠的香港球手。
2023年8月5日，黃澤林夥拍王康怡組成混雙組合代表香港參加2021年夏季世界大學生運動會，在4強面對中國的金雨全/湯千惠，以盤數1：2落敗。雖然無緣決賽，但仍為港隊增添一面銅牌。
2023年9月，黃澤林出戰香港國際男子網球賽，並贏得他職業生涯首個M25級別冠軍，同時也與王康傑在男雙贏得亞軍。月中的台維斯盃賽事中，雖然港隊2：3不敵拉脫維亞，但黃澤林仍然在單打賽事中取得一勝一負，為港隊取得重要一分。月底，黃澤林代表香港參與2023年杭州亞运会，在16強面對世界排名98、比自己高360名中國的吳易昺，以盤數2：1勝出，為他首次戰勝頭100名的球手，雖然他其後在8強不敵韓國球手，未能為香港奪牌，但仍是香港歷來最好的亞運男單戰績。
2023年10月初，黃澤林在多哈網球賽奪亞軍，為他年内第四度晉身ITF決賽。月中，黃澤林在深圳ATP挑戰賽一路殺進決賽，雖然最後面對澳洲頭號種子史高基特以直落兩盤稱臣，但仍寫下自己在ATP賽事的最佳戰績。緊接著他轉戰阿德萊德的ATP挑戰賽，又一次過關斬將打入決賽，過程中也先後戰勝世界排名68的頭號種子，澳洲的科基納基斯和世界排名同樣前100的日本名將丹尼爾太郎，並在決賽再次面對史高基特下表現大躍進，由第一次輸0：6、1：6到僅敗5：7、5：7。經歷連續三項賽事的佳績後，黃澤林的世界排名也由9月中的534名急升至10月底的295名，在一個月内攀升超過240位，繼續向ATP巡迴賽的資格邁進。
2024年3月，黃澤林出戰ATP巡迴賽邁亞密公開賽外圍賽。首圈對法國的加斯頓，三盤以2:1擊敗對手。次圈面對世界排名97的印度球手拿加爾，首盤落後3:6，其後兩盤6:1、7:5反勝對手。全場轟出16個Ace球，並取得46個致勝分，成功打入正賽。黃澤林是香港史上首位網球手打入ATP 1000大師賽主賽圈。

## ATP挑戰賽決賽

### 單打：3（0個冠軍）
| 級別           |
| -------------- |
| Challenger 175 |
| Challenger 125 |
| Challenger 100 |
| Challenger 75  |
| Challenger 50  |

| 球場材料   |
| ---------- |
| 硬地 (0–3) |
| 泥地 (0–0) |
| 草地 (0–0) |

| 結果 | W–L | 日期       | 赛事           | 級別          | 場地 | 對手            | 比分     |
| ---- | --- | ---------- | -------------- | ------------- | ---- | --------------- | -------- |
| 亞軍 | 0–1 | 2023年10月 | 深圳, 中國     | Challenger 75 | 硬地 | 詹姆斯·達克沃思 | 0-6, 1–6 |
| 亞軍 | 0–2 | 2023年10月 | 阿德萊德, 澳洲 | Challenger 75 | 硬地 | 詹姆斯·達克沃思 | 5-7, 5-7 |
| 亞軍 | 0–3 | 2024年5月  | 新德里, 印度   | Challenger 75 | 硬地 | 布蘭卡諾        | 4-6, 2-6 |

## ITF巡迴賽決賽

### 單打：4（2個冠軍）
| 級別         |
| ------------ |
| $25,000 賽事 |
| $15,000 賽事 |

| 球場材料   |
| ---------- |
| 硬地 (2–2) |
| 泥地 (0–0) |
| 草地 (0–0) |

| 結果 | W–L | 日期       | 赛事                     | 級別   | 場地 | 對手              | 比分                   |
| ---- | --- | ---------- | ------------------------ | ------ | ---- | ----------------- | ---------------------- |
| 亞軍 | 0–1 | 2023年6月  | ITF 莫納斯提爾, 突尼西亞 | 15,000 | 硬地 | 哈迪·哈比卜       | 3-6, 3–6               |
| 冠軍 | 1–1 | 2023年6月  | ITF 莫納斯提爾, 突尼西亞 | 15,000 | 硬地 | Luca Giacomini    | 6-3, 5-7, 6-1          |
| 冠軍 | 2–1 | 2023年9月  | ITF 香港                 | 25,000 | 硬地 | 叶格尔·格拉西莫夫 | 4–6, 7–6(10–8), [10–4] |
| 亞軍 | 2–2 | 2023年10月 | ITF 多哈, 卡塔爾         | 15,000 | 硬地 | Marat Sharipov    | 6–7(4–7), 4–6          |

### 雙打：5（2個冠軍）
| 級別         |
| ------------ |
| $25,000 賽事 |
| $15,000 賽事 |

| 球場材料   |
| ---------- |
| 硬地 (2–3) |
| 泥地 (0–0) |
| 草地 (0–0) |

| 結果 | W–L | 日期       | 赛事                 | 級別   | 場地 | 拍檔              | 對手                                        | 比分             |
| ---- | --- | ---------- | -------------------- | ------ | ---- | ----------------- | ------------------------------------------- | ---------------- |
| 冠軍 | 1–0 | 2022年1月  | ITF 馬納科爾, 西班牙 | 15,000 | 硬地 | Marc Othman Ktiri | Alberto Barroso Campos Imanol Lopez Morillo | 6-2, 7–6(8-6)    |
| 冠軍 | 2–0 | 2022年10月 | ITF 西寧, 越南       | 25,000 | 硬地 | 正林知大          | 許育修 Wishaya Trongcharoenchaikul          | 退賽             |
| 亞軍 | 2–1 | 2022年10月 | ITF 雅加達, 印尼     | 25,000 | 硬地 | 孫發京            | 正林知大 渡邊聖太                           | 6-4, 4-6, [7-10] |
| 亞軍 | 2–2 | 2022年12月 | ITF 泰拿華, 斯洛伐克 | 15,000 | 硬地 | 阿卜杜拉·谢尔巴耶 | 丹尼爾·林孔 Daniel Vallejo                  | 4-6, 2-6         |
| 亞軍 | 2–3 | 2023年9月  | ITF 香港             | 25,000 | 硬地 | 王康傑            | 松田龍聖 宋紀勳                             | 5-7, 4-6         |

## 青少年大滿貫決賽

### 雙打：2（2個冠軍）
| 結果 | 年份 | 赛事 | 场地 | 搭档            | 对手                                          | 比分             |
| ---- | ---- | ---- | ---- | --------------- | --------------------------------------------- | ---------------- |
| 冠軍 | 2021 | 美網 | 硬地 | 麥斯·韋斯特法爾 | 維亞切斯拉夫·比連斯基（Viacheslav Bielinskyi） 彼得·拿斯達路夫（Petr Nesterov） | 6–3，5–7，[10–1] |
| 冠軍 | 2022 | 澳網 | 硬地 | 葛原般奴        | 亚历克斯·米切尔森 阿道尔夫·丹尼尔·瓦莱约      | 6–3, 7–6(7–3)    |

## 榮譽
- 香港傑出運動員選舉

「香港最具潛質運動員」（2018年）
「香港傑出青少年運動員」（2020年）
- 香港傑出少年選舉

「香港十大傑出少年」（2016年）

## 廣告代言
- 安達人壽[30][31]

## 外部連結
- 黃澤林（英文/西班牙文）的官方資料
- 黃澤林在國際網球總會
- 黃澤林的官方資料（英文）
- 黃澤林的Instagram帳戶